# Österreichisch-Bayerische Kraftwerke
Die Österreichisch-Bayerische Kraftwerke AG (ÖBK) ist ein Unternehmen der Elektrizitätswirtschaft, das sich mit dem Ausbau und der Nutzung der Wasserkraft an den österreichisch-bayerischen Grenzflüssen befasst.
Die ÖBK wurden am 16. Oktober 1950 durch ein Regierungsübereinkommen zwischen Österreich und Bayern gegründet. Die ÖBK wurde als eine AG des deutschen Aktiengesetzes gegründet. Ihre Anteilseigner waren zum Zeitpunkt der Gründung die Verbund AG (50 %), die Bayernwerk AG (25 %) sowie die Innwerk AG (25 %).
Sie besitzen am Unteren Inn die Kraftwerke Braunau-Simbach, Schärding-Neuhaus und Passau-Ingling sowie am oberen Inn das Kraftwerk Oberaudorf-Ebbs. Zusätzlich sind die ÖBK mit 47 % am Kraftwerk Nußdorf beteiligt.
Seit dem 1. Juli 1999 liegt die Betriebsführung für alle Kraftwerke der ÖBK sowie der Donaukraftwerk Jochenstein AG (DKJ) bei der Grenzkraftwerke GmbH. Sitz dieser Gesellschaft ist  Simbach am Inn, eine Zweigstelle befindet sich in Ranshofen bei Braunau.
Die Österreichisch-Bayerische Kraftwerke AG ist seit Ende April 2013 zu 100 % im Besitz der österreichischen Verbund AG.